# Eldsjäl
Eldsjäl är en person som har en brinnande entusiasm för något. Eldsjälen engagerar sig ofta ideellt för en ideell förening eller för en egen sak och anser att något är såpass viktigt att det är värt att lägga ner sin tid och sitt liv för att förbättra eller arbeta med det.